# Анхіноя
Анхіа́ла (дав.-гр. Ἀγχινόη; також відома як Агер(р)оя дав.-гр. Ἀχιρ(ρ)όη) — персонажка давньогрецької міфології, річкова німфа.
Вона була дочкою річкового бога Нила, онукою Океана, сестрою Мемфіди, дружиною царя Єгипту Бела, матір'ю Єгипта, Даная, Пігмаліона, а також згідно з деякими джерелами Кефея і Фінея.
Згідно ж з Лікофроном вона була дружиною фракійського царя Ситона (або Сифона), сина Ареса, та народила від нього дочок Палену і Роетею.